# Franja de Gaza

Mapa de la Franja de Gaza

La Franja de Gaza (àrab: قطاع غزّة, Qiṭāʿ Ḡazza; en hebreu: רצועת עזה‎) és un territori que pertany a la nació de Palestina, i que es troba al sud-oest de l'Estat d'Israel.
L'any 2005 l'Exèrcit d'IsraeI es va retirar de la Franja de Gaza. Actualment aquest territori és governat pel grup Hamàs que, juntament amb Cisjordània, forma part de la Autoritat Nacional Palestina definida en els Acords d'Oslo i en la resolució 1680 del Consell de Seguretat de les Nacions Unides. Finalment l'any 2012 va ser admesa per l'Assemblea General de les Nacions Unides com a Estat amb l'estatus d'observador sota el nom d'«Estat de Palestina».

## Història
Gaza va formar part de l'Imperi Otomà abans de ser ocupada pel Regne Unit (1918-1948), Egipte (1948-1967) i després Israel, que el 1993 va concedir a l'Autoritat Palestina de Gaza un autogovern limitat mitjançant els Acords d'Oslo. Des del 2007, la Franja de Gaza està governada de facto per Hamàs, que afirma representar l'Estat de Palestina i el poble palestí.
Les Nacions Unides, les organitzacions internacionals de drets humans i la majoria dels governs i comentaristes jurídics continuen considerant que el territori està ocupat per Israel malgrat la retirada israeliana de Gaza el 2005. Israel manté un control extern directe sobre Gaza i un control indirecte sobre la vida dins de Gaza:
- Israel controla l'espai aeri i marítim de Gaza i sis dels set passos fronterers terrestres.
- Israel es reserva el dret d'entrar a Gaza a voluntat amb el seu exèrcit i manté una zona de seguretat dins el territori de Gaza.
- Gaza depèn d'Israel per al subministrament d'aigua, electricitat, telecomunicacions i altres serveis.[5]

Els límits nord i est de la Franja de Gaza es van establir en cessar els combats a la guerra de 1948, confirmats pels acords d'armistici entre Israel i Egipte el 24 de febrer de 1949. L‟article V de l‟Acord declarava que la línia de demarcació no seria una frontera internacional. Al principi, la Franja de Gaza va ser administrada oficialment pel Govern de Tota Palestina, establert per la Lliga Àrab el setembre de 1948. Tota Palestina a la Franja de Gaza es va gestionar sota l'autoritat militar d'Egipte, funcionant com un Estat titella, fins que es va fusionar oficialment amb la República Àrab Unida i es va dissoldre el 1959. Des de la dissolució del Govern de Tota Palestina fins al 1967, la Franja de Gaza va ser administrada directament per un governador militar egipci.
Israel va prendre la Franja de Gaza a Egipte a la Guerra dels Sis Dies del 1967. En virtut dels Acords d'Oslo signats el 1993, l'Autoritat Palestina es va convertir en l'òrgan administratiu que governava els nuclis de població palestins, mentre que Israel mantenia el control de l'espai aeri, les aigües territorials i els passos fronterers, amb l'excepció de la frontera terrestre amb Egipte, controlada per aquest país. El 2005, Israel es va retirar de la Franja de Gaza en virtut del seu pla de retirada unilateral.
El juliol de 2007, després de guanyar les eleccions legislatives palestines de 2006, Hamàs es va convertir en el govern triat. El 2007, Hamàs va expulsar de Gaza el partit rival Al-Fatah, cosa que va trencar el Govern d'Unitat entre la Franja de Gaza i Cisjordània, creant dos governs separats per als Territoris Palestins Ocupats.
El 2014, després de les converses de reconciliació, Hamàs i Fatah van formar un govern d'unitat palestí a Cisjordània i Gaza. Rami Hamdal·lah es va convertir en el primer ministre de la coalició i ha planificat la celebració d'eleccions a Gaza i Cisjordània. El juliol del 2014, una sèrie d'incidents letals entre Hamàs i Israel van desembocar en el conflicte Israel-Gaza del 2014. El Govern d'Unitat es va dissoldre el 17 de juny del 2015 després que el president Abbas digués que no podia operar a la Franja de Gaza.
Després que Hamàs assolís el control de Gaza, el territori ha estat sotmès a un bloqueig, mantingut per Israel i Egipte. Israel sosté que és necessari: per impedir que Hamàs es rearmi i per restringir els atacs palestins amb coets; Egipte sosté que impedeix als residents de Gaza entrar a Egipte. Els bloquejos d'Israel i Egipte es van estendre a reduccions dràstiques en la disponibilitat de materials de construcció, subministraments mèdics i aliments necessaris després dels intensos atacs aeris sobre la ciutat de Gaza el desembre del 2008. Un informe filtrat de l'ONU el 2009 advertia que el bloqueig estava "devastant els mitjans de subsistència" i provocant un "subdesenvolupament" gradual. Assenyalava que el vidre estaba prohibit pel bloqueig. Sota el bloqueig, Gaza ha estat descrita per grups de drets i crítics com "la major presó a l'aire lliure del món". En un informe presentat a l'ONU el 2013, la presidenta d'Al Athar Global Consulting a Gaza, Reham el Wehaidy, animava a reparar les infraestructures bàsiques per al 2020, tenint en compte l'augment demogràfic previst de 500.000 persones per al 2020 i la intensificació dels problemes de vivenda.
En resposta a l'atac de Hamàs a Israel del 7 d'octubre de 2023 en el que van morir uns 1300 israelians entre civils i militars, les forces de Defensa d'Israel van iniciar atacs de represàlia a gran escala per destruir la infraestructura militar de Hamàs a la Franja.

## Geografia
La Franja de Gaza està situada al Pròxim Orient. Té 51 km de frontera amb Israel i 11 amb Egipte, així com 40 km de costa al mar Mediterrani. El seu clima és àrid, amb hiverns suaus i estius secs i càlids, exposats a les sequeres. El territori és pla o ondat, amb dunes prop de la costa i el punt més alt a 105 msnm (Abu 'Awdah o Joz Abu 'Auda). Els recursos naturals es limiten a les terres de cultiu (un terç de la Franja està irrigada), encara que recentment s'hi ha descobert gas natural. Entre els problemes mediambientals s'inclouen la desertificació, la salinització de l'aigua, el tractament d'aigües residuals, les malalties produïdes per l'aigua contaminada, la degradació dels sòls, l'esgotament i contaminació de les aigües subterrànies. La Franja de Gaza depèn àmpliament del riu Bessor, el qual és també un recurs per a Israel.
La Franja de Gaza rep el seu nom de la seva població més gran, la ciutat de Gaza. Altres poblacions importants de la Franja son Rafah, Khan Yunis, Deir al-Balah, Beit Lahia, Bait Hanun i Jabaliya. Al voltant d'1,4 milions de palestins viuen a la Franja de Gaza; una gran part dels quals són refugiats de la guerra de 1948. Per tant, té una de les densitats de població més elevades del món. Des de 1967 s'havien construït 26 assentaments de colons israelians. El 2005 hi vivien al voltant de 9.000 colons. Aquest any, però, el govern va ordenar l'evacuació dels colons israelians de la Franja de Gaza com a part del procés de pau.
Encara que el territori és administrat per Israel, té un cos governamental propi, l'Autoritat Palestina de Cisjordània i la Franja de Gaza.

## Govern

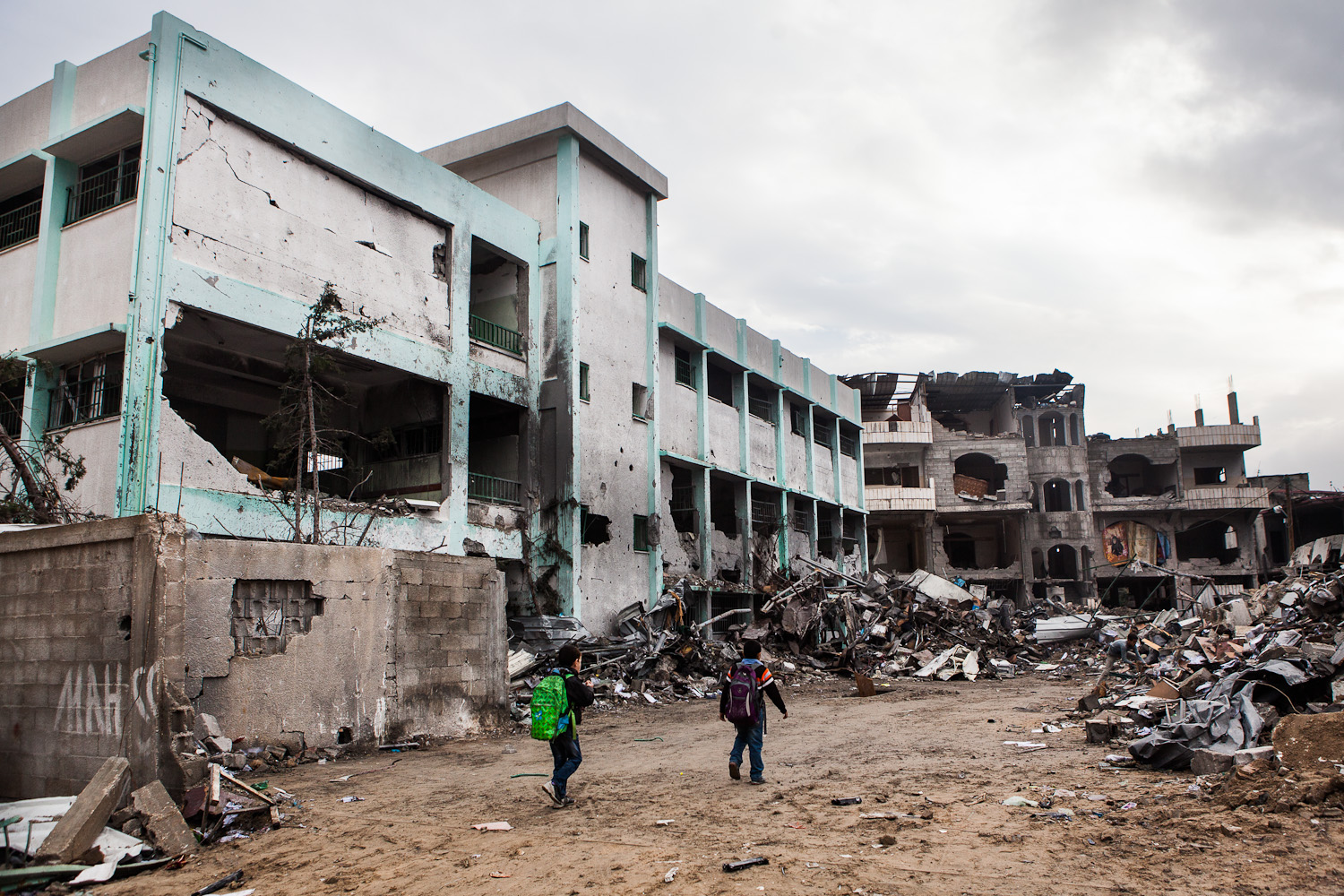
Escola de l'ONU malmesa i dependències del Ministeri de l'Interior a la ciutat de Gaza, desembre del 2012.

### Govern de Hamàs
Des de la seva presa de Gaza, Hamàs ha exercit l'autoritat executiva sobre la Franja de Gaza i governa el territori a través dels seus propis òrgans executius, legislatius i judicials ad hoc. El govern de Hamàs de 2012 va ser el segon govern palestí dominat per Hamàs, que governava la Franja de Gaza, des de l'escissió de l'Autoritat Nacional Palestina el 2007. Va ser anunciat a principis de setembre del 2012. La remodelació del govern anterior va ser aprovada pels diputats de Hamàs amb seu a Gaza del Consell Legislatiu Palestí (CLP) o parlament.
L'ordenament jurídic que Hamàs aplica a Gaza es basa en les lleis otomanes, l'ordenament jurídic del Mandat Britànic del 1936, la llei de l'Autoritat Palestina, la xaria i les ordres militars israelianes. Hamàs manté un sistema judicial amb tribunals civils i militars i una fiscalia.

### Seguretat
Hamàs s'encarrega principalment de la seguretat de la Franja de Gaza a través de la seva ala militar, les Brigades Izz ad-Din al-Qassam, el servei de seguretat interna i la policia civil. Es calcula que les Brigades Izz ad-Din al-Qassam compten amb entre 30.000 i 50.000 efectius. Tot i això, altres faccions militants palestines operen a la Franja de Gaza al costat de Hamàs, i de vegades en oposició a ella. El Moviment de la Jihad Islàmica a Palestina, també conegut com a Gihad Islàmic Palestí (GIP), és la segona facció militant més important que opera a la Franja de Gaza. Es calcula que la seva ala militar, les Brigades Al-Quds, compta amb uns 8.000 combatents. Al juny de 2013, la Jihad Islàmica va trencar llaços amb els dirigents de Hamàs després que la policia de Hamàs disparés mortalment contra el comandant de l'ala militar de la Jihad Islàmica. La tercera facció en importància són els Comitès de Resistència Popular. La seva ala militar es coneix com a Brigades Al-Nasser Salah al-Deen.
Altres faccions són l'Exèrcit de l'Islam (una facció islamista del clan Doghmush), el Batalló Nidal Al-Amoudi (una branca de les Brigades dels Màrtirs d'Al-Aqsa, vinculades a Fatah i amb seu a Cisjordània), les Brigades Abú Alí Mustafà (braç armat del Front Popular per a l'Alliberament de Palestina), la Brigada Sheikh Omar Hadid (filial d'ISIL), Humat al-Aqsa, Jaysh al-Ummah, Katibat al-Sheikh al-Emireen, les Brigades Mujahideen, i les Brigades Abdul al-Qadir al-Husseini.

## Organització polític-administrativa
La Franja de Gaza és un territori pertanyent de iure a l'Autoritat Nacional Palestina, encara que de facto sigui una entitat autogovernada. Cinc de les setze governacions en les que es divideix l'Autoritat Nacional Palestina es troben a la Franja. Les seves localitats principals són Gaza, Rafah, Khan Yunis, Jabalia, Dayr al Balah, Beit Hanoun i Beit Lahia.
| Gaza Nord Gaza GAZA Deir al-Balah Khan Yunis Rafah | \| Nom \| Població (2007) \| [32]Àrea (km²) \| \| --------------------------- \| --------------- \| -------------- \| \| Governació de Gaza Nord \| 290.843 \| 61 \| \| Governació de Gaza \| 524.001 \| 70 \| \| Governació de Deir al-Balah \| 216.494 \| 56 \| \| Governació de Khan Yunis \| 290.399 \| 108 \| \| Governació de Rafah \| 177.632 \| 65 \| \| Total \| 1.499.369 \| 360 \| |            |
| Nom                                                | Població (2007) | Àrea (km²) |
| Governació de Gaza Nord                            | 290.843 | 61         |
| Governació de Gaza                                 | 524.001 | 70         |
| Governació de Deir al-Balah                        | 216.494 | 56         |
| Governació de Khan Yunis                           | 290.399 | 108        |
| Governació de Rafah                                | 177.632 | 65         |
| Total                                              | 1.499.369 | 360        |

## Salut
A Gaza hi ha hospitals i instal·lacions sanitàries addicionals. A causa de l'elevat nombre de joves, la taxa de mortalitat és una de les més baixes del món, amb un 0,315% anual. La taxa de mortalitat infantil ocupa el lloc 105 de 224 països i territoris, amb 16,55 morts per cada 1.000 naixements. La Franja de Gaza ocupa el lloc 24 de 135 països segons l'Índex de Pobresa Humana.
Un estudi realitzat per la Universitat Johns Hopkins (EUA) i la Universitat Al-Quds (a Abu Dis) per a CARE International a finals de 2002 va revelar nivells molt elevats de carències alimentàries entre la població palestina. L'estudi va revelar que el 17,5% dels nens de 6 a 59 mesos patien desnutrició crònica. El 53% de les dones en edat reproductiva i el 44% dels nens estaven anèmics. La inseguretat a l'hora d'obtenir prou aliments el 2016 afecta aproximadament el 70% de les llars de Gaza, ja que el nombre de persones que necessiten ajuda de les agències de l'ONU ha augmentat de 72.000 el 2000 a 800.000 el 2014.
Després de la presa de la Franja de Gaza per Hamàs, les condicions sanitàries a la Franja de Gaza es van enfrontar a nous reptes. L'Organització Mundial de la Salut (OMS) va expressar la seva preocupació per les conseqüències de la fragmentació política interna palestina, el declivi socioeconòmic, les accions militars i l'aïllament físic, psicològic i econòmic a la salut de la població de Gaza. En un estudi del 2012 sobre els territoris ocupats, l'OMS va informar que aproximadament el 50% dels nens petits i lactants menors de dos anys i el 39,1% de les dones embarassades que reben atenció prenatal a Gaza pateixen anèmia per deficiència de ferro. L'organització també va observar que la desnutrició crònica en nens menors de cinc anys “no està millorant i pot estar empitjorant”.

## Israel i la Franja de Gaza
D'acord amb la decisió de les Nacions Unides del 29 de novembre, 1947, es va dictaminar la partició de Palestina en dos estats independents, un estat jueu i un estat àrab; l'estat àrab hauria d'estar localitzat a la regió de la Cisjordània i la Franja de Gaza. No obstant això, els països àrabs van rebutjar el pla de partició, i van declarar la guerra a l'estat israelià. L'armistici de 1949 va donar fi a la contesa, i l'àrea de Cisjordània va formar part de facto de l'estat de Jordània. La Franja de Gaza, per contra, va quedar administrada per Egipte.
Després de la Guerra dels sis dies, la Franja de Gaza va ser ocupada per Israel fins a 1994, any en què es van signar els Acords d'Oslo, per mitjà dels quals s'establia que l'Autoritat Nacional Palestina administraria el 80% d'aquest territori. El 2005 Israel va forçar la retirada dels colons israelians que hi habitaven. A la darreria de 2008 i principi de 2009 va tenir-hi lloc l'Operació Plom Fos, iniciada per Israel.
El 31 de maig 2010 l'exèrcit israelià va atacar a la Flotilla de Gaza. La Flotilla de la Llibertat de Gaza, era una flota de sis vaixells, a on anaven cooperants de diferents ONGs, i voluntaris, amb l'objectiu de donar aliments a la població de Gaza, la flota va ser abordada després que els vaixells que la formaven no van canviar la seva ruta cap al port israelià d'Ashdod, a on els israelians volien inspeccionar la càrrega dels vaixells de la flotilla, per tal d'evitar que portessin mercaderies afectades pel bloqueig naval a Gaza. En l'atac van morir el periodista Cevdet Kılıçlar i 9 cooperants, la majoria turcs.

## Transports i comunicacions

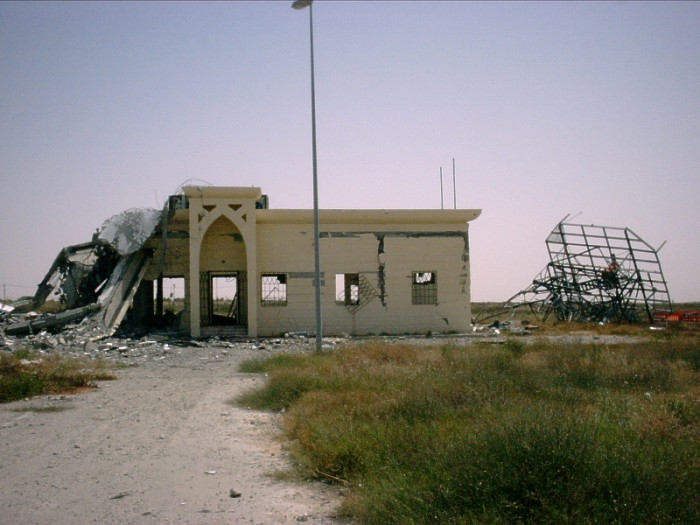
Una part danyada de l'aeroport de Gaza, maig de 2002

### Transport
A causa del bloqueig de Gaza des de 2005, qualsevol viatge a l'exterior des de Gaza requereix l'autorització d'Egipte o Israel. Abans d'inici de la guerra amb Hamàs en 2023, uns 500 camions que transportaven aliments, combustible i altres subministraments entraven diàriament a la franja de Gaza de d'Israel, uns dos-cents amb ajuda humanitària, segons la Organització de les Nacions Unides, i uns 300 més amb importacions comercials com aliments, subministraments agrícoles i materials industrials.
La Franja de Gaza ha experimentat una crisi humanitària com a resultat de la guerra, amb fam i col·lapse sanitari. A l'inici de la guerra, Israel va reforçar el seu bloqueig a la Franja de Gaza provocant una escassetat important de combustible, aliments, medicaments, aigua i subministraments mèdics essencials. El setge va provocar una caiguda del 90% de la disponibilitat d'electricitat, afectant els subministraments d'electricitat dels hospitals, les plantes de clavegueram i el tancament de les plantes dessalinitzadores que proporcionen aigua potable. Els brots de malalties generalitzats s'han estès per Gaza.
Des de l'inici de la guerra, l'entrada de camions ha baixat fins a uns 100 diaris, segons una revisió de les estadístiques militars de l'ONU i d'Israel sobre els enviaments d'ajuda. El 17 de maig es va posar en funcionament un moll flotant construit flotant construit per l'exèrcit dels Estats Units, que inicialment permet el lliurament d'uns 90 camions al dia, i podria arribar fins a uns 150 camions aproximadament quan estigui completament operatiu.

#### Carreteres
La carretera Salah al-Din (també coneguda com a autopista Salah ad-Deen) és la principal carretera de la Franja de Gaza i s'estén al llarg de 45 km, des del pas fronterer de Rafah, al sud, fins al pas fronterer d'Erez, al nord. La carretera deu el seu nom al general aiubí del segle XII Salah al-Din.

#### Transport ferroviari
De 1920 a 1948, la Franja de Gaza va albergar seccions dels Ferrocarrils Palestins, que connectaven la regió amb Egipte.

#### Transport marítim
El port de Gaza ha estat un port important i actiu des de l'antiguitat. Tot i els plans d'ampliació previstos als Acords de Pau d'Oslo, està bloquejat des que Hamàs va ser elegit partit majoritari a les eleccions del 2006. Tant l'Armada israeliana com Egipte fan complir el bloqueig, que limita molts aspectes de la vida a Gaza. Segons Human Rights Watch, limita especialment la circulació de persones i el comerç, i les exportacions són les més afectades. La millora i la reconstrucció de les infraestructures també es veu afectada negativament per aquestes sancions. Els plans per ampliar el port es van interrompre després de l'esclat de la Intifada d'al-Aqsa.

#### Transport aeri
L'aeroport Internacional Yasser Arafat es va inaugurar el 24 de novembre de 1998 després de la signatura de l'Acord d'Oslo II i el Memoràndum de Wye River. Israel el va tancar a l'octubre de 2000. La seva estació de radar i la seva torre de control van ser destruïdes per avions de les Forces de Defensa d'Israel el 2001, durant la Intifada d'al-Aqsa, i les excavadores van arrasar la pista el gener de 2002. L'única pista que quedava a la Franja, la de l'aeroport de Gush Katif, va quedar en desús després de la retirada israeliana. L'espai aeri sobre Gaza pot estar restringit per la Força Aèria israeliana, tal com autoritzaven els Acords d'Oslo.

### Telecomunicacions

#### Servei telefònic
La Franja de Gaza compta amb un servei telefònic rudimentari de línia terrestre proporcionat per un sistema de cable obert, així com amb amplis serveis de telefonia mòbil prestats per PalTel (Jawwal) i proveïdors israelians com Cellcom. Gaza té quatre proveïdors de serveis d'Internet que competeixen pels clients d'ADSL i accés telefònic.

#### Televisió i ràdio
El 2004, la majoria de les llars de Gaza tenien ràdio i televisió (més del 70%), i aproximadament el 20% disposava d'ordinador personal. Els habitants de Gaza tenen accés a programes per satèl·lit FTA ia la televisió de la Corporació Palestina de Radiodifusió, l'Autoritat Israeliana de Radiodifusió i la Segona Autoritat Israeliana de Radiodifusió.